# Milník u Labětína
Kamenný milník ve tvaru válcového pilíře pocházející z počátku 19. století se nalézá na okraji lesíka u odbočky silnice I/2 asi 1,3 km západně od centra vesnice Lhota pod Přeloučí v okrese Pardubice. Milník je od roku 1958 chráněn jako nemovitá kulturní památka ČR.

## Popis
Kamenný milník má tvar vztyčeného, válcového, směrem nahoru se zužujícího pilíře o výšce asi 240 cm a průměru asi 50-60 cm. Pilíř stojí na zaoblené patce a je zakončen deskovou, shora zkosenou hlavicí. V horní části pilíře se dochoval vyhloubený rámeček - pozůstatek po dřívějších směrovkách.